# 廣澤恵
廣澤 恵（ひろさわ けい、1962年1月6日 - ）は、日本の女優、声優。栃木県出身。希楽星所属。

## 出演

### テレビドラマ
- 特命係長 只野仁#8記者
- 松本清張SP殺人行おくのほそ道 カフェ店員
- 相棒 主婦
- 今週、妻が浮気します 奥さん
- 捜査検事近松茂道7 直美
- 警察署長・たそがれ正治郎3
- 警視庁心理捜査官・明日香4
- 子だくさん刑事 消費者センター相談員
- 花嫁は厄年ッ! 看護師
- 横浜海上警察名村暢子 名村和代
- 渡る世間は鬼ばかり AP
- 義経
- 早乙女千春の添乗報告書11
- マチベン 婦人警官
- 愛と死を見つめて 主婦
- 積木くずし真相〜哀しい家族の最終章〜
- ファイト 主婦
- ディープラブ ナース
- 人間の証明 福祉課職員
- トキオ 定食屋店員
- 愛情イッポン 生徒の親
- 白い巨塔 看護士
- 顔 耕輔の母
- どう〜なってるの?!
- こたえてちょーだい
- ドン★キホーテ
- 最後の鑑定人 第2話（2025年7月16日、フジテレビ） - ハウスキーパー・横田 役

### 映画
- 七人の弔い
- 座頭市 主人公の母
- 耳かきランデブー

### 舞台
- 島倉千代子公演（新宿コマ劇場・中日劇場）
- 劇団7曜日公演
  - OUT1.2.3
  - つめたい夜に
  - 銀色伝説
- 赤信号公演
  - 恋は愚かというけれど
  - 幸せのどん底
- 小宮孝泰プロデュース公演
  - ひと夏のチャーリー・ブラウン
- STAY DOG公演
  - 不機嫌な犬
- 西初恵プロデュース
  - 手話入り劇「野に咲く花なら」
- ぺけぺけプロデュース公演
  - アフリカの館（本人プロデュース）
- T.O.P企画公演
  - 平成人情長屋
  - いとしのロザライン

### 吹き替え
- スペースベビー2
- ハリウッドにくちづけ
- ミュータント・タートルズ
- メルローズ・プレイス

### テレビアニメ
- こちら亀有公園前派出所（小野正子）
- 将太の寿司 心にひびくシャリの味（おかみさん）
- 逮捕しちゃうぞ（婦警）